# Florence Muranga
Florence Isabirye Muranga, née en 1952 à Mayuge en Ouganda, est une biochimiste ougandaise, spécialiste de la nutrition. Elle dirige l'initiative sur le développement industriel de la banane (PIBID), un projet présidentiel lancé dans le but de stimuler la commercialisation des bananes par la recherche et l'industrialisation. Elle est également professeure d'université et cheffe d'entreprise . 

## Biographie
Originaire de l'Ouganda, Florence Muranga fréquente l'école primaire Kabuli du district de Mayuge. Pour ses études secondaires, elle intègre la Gayaza High School, une prestigieuse école pour filles, située à Gayaza, dans le district de Wakiso. En 1975, elle est diplômée de l'université de Makerere, la plus grande et plus ancienne université publique ougandaise, où elle obtient un baccalauréat ès sciences et un diplôme en éducation. En 1990, elle achève une maîtrise en sciences de l'alimentation à l'université de Reading au Royaume-Uni. En 2000, elle est diplômée d'un doctorat en biochimie de l'université de Makerere.
Dans les années 2000, elle est aumônière adjointe à la chapelle Saint-Francis, la principale église anglicane du campus de l'Université Makerere à Kampala, capitale de l'Ouganda.
Florence Muranga est mariée à Manuel Muranga depuis 1978. Ils sont les parents de deux fils.

## Carrière professionnelle

### Enseignement
Avant sa retraite universitaire, Florence Muranga exerce comme professeure de nutrition et de biochimie au département de technologie alimentaire et de nutrition de l'université Makerere. Elle porte un intérêt particulier pour la valeur nutritionnelle de la banane, en particulier la variété appelée matooke. Elle a publié de nombreux articles concernant ses recherches sur le sujet.
En novembre 2016, le président de l'Ouganda nomme une commission d'enquête sur les affaires de l'université de Makerere et intègre la professeure Florence Muranga parmi ses neuf membres,.

### Presidential Initiative on Banana Industrial Development (PIBID)
En 2005, Florence Muranga rencontre le président de l'Ouganda, Yoweri Museveni. Celui-ci se montre fortement intéressé par les recherches de la biochimiste. Deux ans plus tard, il met en place l'Initiative présidentielle sur le développement industriel de la banane (PIBID) et nomme Florence Muranaga, directrice exécutive du projet. Le programme repose sur un effort important d'ajout de valeur nutritive et la production d'une gamme de sous-produits issus de la matooke incluant des biscuits, de la poudre pour porridge, des chips, des flocons d'avoine pour les céréales ou de l'amidon et de la farine pour le pain, commercialisés sous la marque Tooke,. 
Pour ce projet, le gouvernement installe une ferme destinée à la culture des bananes sur un terrain de 24 acres (10 ha) et une usine moderne de transformation de matooke dans la ville de Bushenyi, dans le district de Bushenyi situé dans la région ouest de l'Ouganda,.  
En 2014, les membres du Comité des comptes publics du Parlement ougandais ordonne l'arrestation de Florence Muranga pour mauvaise gestion financière de l'initiative présidentielle sur le développement industriel de la banane, Lors de la confrontation en justice, elle refuse en tant que religieuse de prêter serment sur la bible. Après avoir effectué sa déclaration auprès de la Direction des enquêtes criminelles et des investigations (CIID) rattachée au Comité des comptes publics, elle est finalement libérée.    

## Distinctions
En 2006, le Forum de gestion du British Council, basé à Londres, rend hommage à Florence Muranga et la cite parmi les « Top Women in 2006 ». En Ouganda, elle remporte le prix présidentiel d'excellence en innovation scientifique lors des Presidential Science Awards 2005/06, en reconnaissance de son travail sur la matooke.  